# Corydalis budensis
Corydalis budensis är en vallmoväxtart som beskrevs av L. Vojda. Corydalis budensis ingår i släktet nunneörter, och familjen vallmoväxter. Inga underarter finns listade i Catalogue of Life.